# Alcaides de Santiago de Compostela
Esta é uma lista incompleta dos alcaides ou prefeitos de Santiago de Compostela, tendo como ponto de partida a reforma territorial implementada por Javier de Burgos no Real Decreto de 30 de novembro de 1833 (Fim nominal do Reino da Galiza, passando ao Novo Regime)

## Reinado de Isabel II
Regência de Maria Cristina de Borbón (29/09/1833 - 17/10/1840)
- (1834): Pío Rodríguez [1]
- 24/07/1840-¿?: Pío Rodríguez Terrazo [2]

Regência de Espartero (17/10/1840 - 23/07/1843)
- (08/07/1843): Hipólito Otero Maquieira [3]

Maioria de idade (23/07/1843 - 03/05/1844)
- (agosto de 1843 [2] : Pío Rodríguez Terrazo

Década Moderada (03/05/1844 - 18/07/1854)
- Junho 1844-14 / 08/1844: Narciso Zepedano Ram [4]
- 14/08/1844-¿?: Pablo Zamora Marcos
- (1845): José Varela-Cadaval Fernández-de Tejada [5]
- (dezembro de 1845): Ignacio Araújo
- 01/01 / 1846-03 / 04/1846: José Varela-Cadaval Fernández-de Tejada
- 03/04 / 1846-23 / 04/1846: Manuel Rúa Figueroa [6]
- 23/04 / 1846-23 / 05/1847: Joaquín Verea Aguiar
- 23/05 / 1847-23 / 07/1847: José Varela-Cadaval Fernández-de Tejada
- 23/07/1847-01/01/1848: ? ?
- 01/01 / 1848-26 / 11/1848: Miguel Díaz [7]
- 26/11 / 1848-23 / 03/1850: Narciso Zepedado Carnero [7]
- 23/03 / 1850-13 / 04/1850: Andrés Castro [7]
- 13/04 / 1850-01 / 08/1851: Narciso Zepedano Carnero [7]
- 01/08 / 1851-23 / 08/1851: Joaquín Maceda [7]
- 23/08 / 1851-14 / 03/1853: Fernando Núñez del Cañal [8]
- 14/03 / 1853-31 / 12/1853: Nicolás García Vázquez [9]
- 01/01 / 1854-23 / 07/1854: Joaquín Losada Pimentel, Marquês de Bóveda de Limia

Biênio Progressivo (18/07/1854 - 14/07/1856)
- 23/07 / 1854-04 / 08/1854: Carlos Rovés [10]
- 04/08 / 1854-02 / 10/1854: período sem prefeito
- 10/02/1854-06/08/1855: Joaquín Losada Pimentel, Marquês de Bóveda de Limia
- 06/08 / 1855-23 / 07/1856: Pío Rodríguez Terrazo

Biênio Moderado (14/07/1856 - 30/06/1858)
- 23/07 / 1856-22 / 11/1856: Pablo Zamora Marcos
- (1856): Joaquín Losada Pimentel, Marquês de Bóveda de Limia
- 12/03 / 1857-31 / 12/1858: Narciso Zepedano Carnero

Governos da Unión Liberal (União Liberal)  (30/06/1858 - 02/03/1863)
- 01/01 / 1859-31 / 12/1860: Joaquín Losada Pimentel, Marquês de Bóveda de Limia
- 01/01 / 1861-31 / 12/1862: Joaquín Caballero Piñeiro

Crise Final (02/03/1863 - 19/09/1868)
- 01/01 / 1863-23 / 10/1864: Fernando Núñez del Cañal
- 25/10 / 1864-31 / 12/1864: Hilário Rioja Álvarez
- 01/01 / 1865-04 / 09/1865: Benito Amor Labrada
- 04/09 / 1865-01 / 08/1866: Andrés Bermúdez Torreira [11]
- 01/08 / 1866-31 / 12/1866: Benito Amor Labrada [12]
- 01/01/1867-01/10/1868: ?

## Governo provisório
Período entre 19 de setembro de 1868 e 2 de janeiro de 1871 .
- 10/01/1868-20/10/1868: Ildefonso Fernández Ulloa [13]
- (29/10/1868): Francisco Barro
- 23/02 / 1870-07 / 02/1871: Luciano Puga Blanco

## Reinado de Amadeo I
Período que se estende entre o 2 de janeiro de 1871 e o 11 de fevereiro de 1873 .
- 15/02/1871 - 17/05/1871: ? ?
- 17/05 / 1871-29 / 04/1872: ? ?
- 29/04/1872-09/07/1872: ? ?
- 09/07 / 1872-12 / 02/1873: Antonio Pérez-Dávila González-de Ron [14]

## Primeira República
- 12/02 / 1873-14 / 02/1873: Esteban Quet Puigvert [15]
- 14/02 / 1873-19 / 05/1873: Antonio Pérez-Dávila González-de Ron
- 19/05/1873-janeiro de 1874: José Sánchez-Villamarín Pereira
- 11/01 / 1874-30 / 03/1875: Andrés Tomás Bouza de Figueroa

## Restauração de Bourbon
Reinado de Afonso XII (1874 - 1885)
- 30/03 / 1875-01 / 10/1875: Juan José Viñas Balduvieco
- 01/10 / 1875-01 / 03/1877: Francisco Sáinz Herrero [16]
- 01/03 / 1877-24 / 10/1878: Joaquín Botana Míguez
- 24/10 / 1878-01 / 07/1881: Francisco Sáinz Herrero
- 01/07 / 1881-22 / 06/1883: Felipe Gutiérrez-de la Peña Tostado
- 22/06 / 1883-01 / 04/1884: Ramón Mosquera Montes
- 01/04 / 1884-19 / 09/1884: José López Amarante
- 20/09 / 1884-01 / 07/1885: Gerardo F. Jeremías Devesa [17]
- 01/07 / 1885-01 / 07/1887: José Vázquez Quirós

Regência de Maria Cristina (1885 - 1902)
- 01/07 / 1887-25 / 04/1891: Ramón Sanjurjo Pardiñas-Villardefrancos [18]
- 25/04 / 1891-01 / 07/1891: Ramón de Andrés-García López [19]
- 01/07 / 1891-01 / 07/1895: Cleto Troncoso Pequeño
- 01/07 / 1895-01 / 01/1904: Ramón Sanjurjo Pardiñas-Villardefrancos, Marquês da Casa Pardiñas

Reinado de Afonso XIII (1902 - 1923)
- 01/01 / 1904-01 / 01/1906: Eduardo Vilariño Magdalena
- 01/01 / 1906-23 / 01/1909: Lino Torre Sánchez-Somoza
- 23/01 / 1909-15 / 02/1909: Pedro Pena Gamallo [20]
- 15/02 / 1909-01 / 07/1909: Manuel Fuentes Rodríguez [21]
- 01/07 / 1909-20 / 02/1911: Francisco Piñeiro Pérez [22]
- 20/02 / 1911-01 / 01/1914: Salvador Cabeza de León
- 01/01 / 1914-08 / 08/1917: Luis Blanco Rivero
- 08/08 / 1917-05 / 12/1917: Vicente López Mosquera
- 12/05/1917-01/01/1918: José Zepedano Fraga
- 01/01 / 1918-13 / 03/1922: Máximo de la Riva García
- 15/03 / 1922-01 / 04/1922: Víctor García Ferreiro [17]
- 01/04 / 1922-29 / 08/1923: Vicente Goyanes Cedrón
- 29/08 / 1923-01 / 10/1923: Manuel Fuentes Rodríguez [23]

Ditadura de Miguel Primo de Rivera (1923 - 1930)
- 10/01/1923-06/01/1924: Felipe Gil Casares
- 01/06/1924-1929: José Díaz-Varela Losada
- 03/09/1929-1930: Fernando Alsina González
- 1930-1930: Manuel Villar Iglesias
- 1930-19 / 04/1931: Felipe Gil Casares

## Segunda República
- 19/04 / 1931-17 / 11/1934: Raimundo López Pol - ORGA
- 17/11 / 1934-23 / 02/1936: Francisco Vázquez Enríquez
- 23/02 / 1936-21 / 07/1936: Ánxel Casal Gosenge - Partido Galeguista

## franquismo
- 28/07 / 1936-10 / 10/1936: Manuel García Diéguez [24]
- 10/10/1936-16/10/1936: José Puente Castro
- 16/10 / 1936-06 / 11/1936: Juan Varela-de Limia García
- 11/06/1936-15/11/1938: Manuel García Diéguez
- 18/11 / 1938-29 / 11/1941: Juan Gil Armada, Marquês de Figueroa
- 1941-1943: José del Valle Vázquez - Comunhão Tradicionalista Carlista
- 1943-1946: Jorge de la Riva Barba
- 03/06 / 1946-1949: Joaquín Sarmiento Garra
- 1949-1957: Enrique Otero Aenlle
- 1957-1964: Ángel José Porto Anido
- 1964-1974: Francisco Luis López Carballo
- 1974-1979: Antonio Castro Garcia

## Democracia
- 1979-1981: José Antonio Souto Paz - UCD
- 1981-1983: Marcial Castro Guerra - UCD
- 1983-1986: Xerardo Estévez Fernández - PSdeG - PSOE
- 1986-1987: Ernesto Viéitez Cortizo - AP
- 1987-1998: Xerardo Estévez Fernández - PSdeG - PSOE
- 1998-01 / 07/2011: Xosé Antonio Sánchez Bugallo - PSdeG - PSOE
- 01/07 / 2011-17 / 04/2012: Gerardo Jesús Conde Roa - PPdeG
- 17/04 / 2012-08 / 07/2014: Ángel Benito Currás Fernández - PPdeG
- 08/07 / 2014-13 / 06/2015: Agustín Hernández Fernández-de Rojas - PPdeG
- 13/06 / 2015-15 / 06/2019: Martiño Noriega Sánchez - Compostela Aberta
- Desde 15/06/2019: Xosé Antonio Sánchez Bugallo - PSdeG - PSOE